# Limnephilus eocenicus
Limnephilus eocenicus is een fossiele soort schietmot uit de familie Limnephilidae.